# 德大西菜社
德大西菜社（DeDa Western Restaurant）原名德大食堂（Cosmopolitan Cafe）、德大饭店（Cosmopolitan Restaurant）, 1897年创始于虹口区塘沽路，因供应德国大菜而起名“德大饭店”，是上海海派西餐的代表餐厅之一，现属杏花楼股份公司旗下。

## 历史

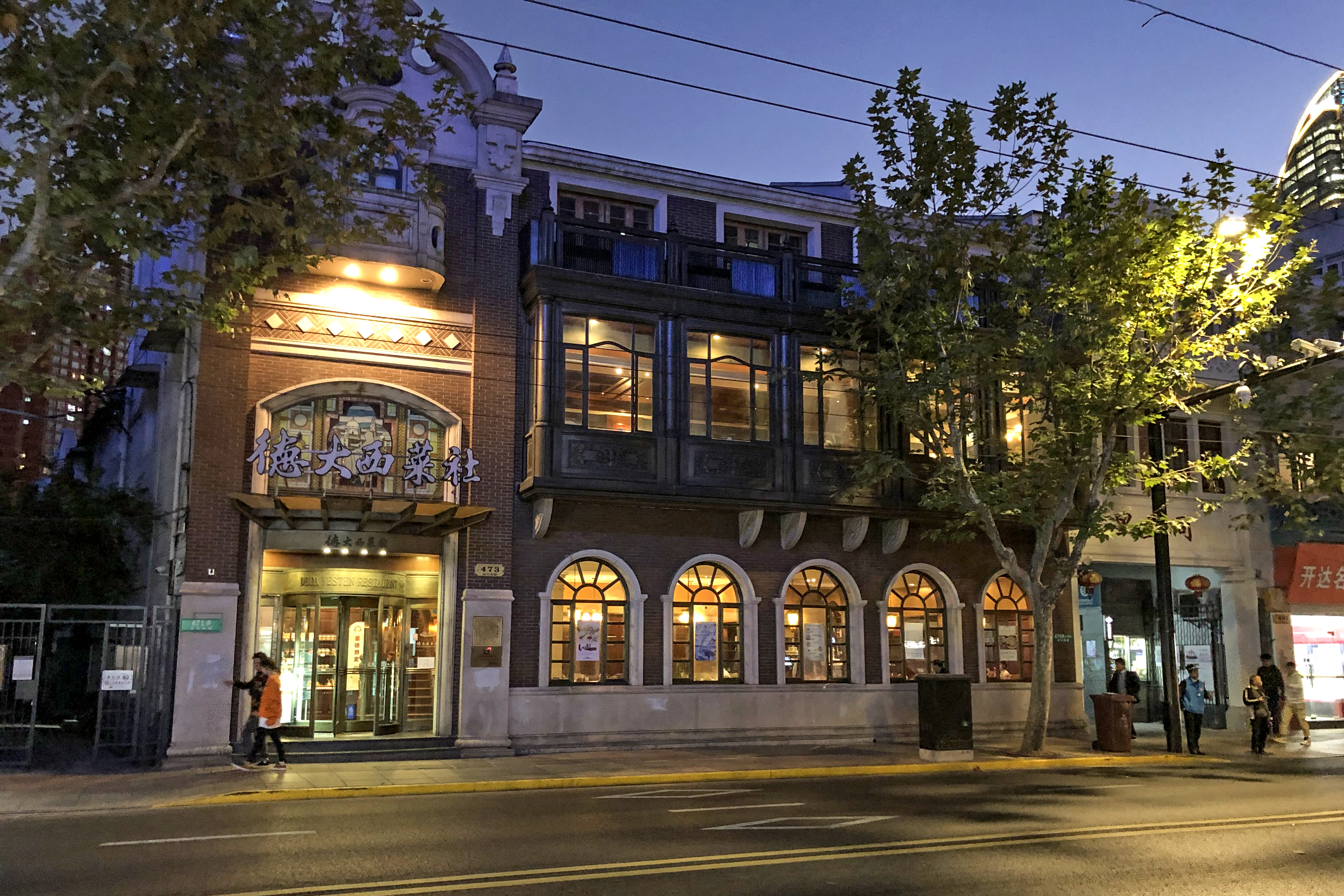
德大西菜社

### 早年发展
德大西菜社前身为德大牛肉庄（Cosmopolitan Butchery）由德商创建于1887年，原址位于四川北路，仅有一开间门面，饭店开设后经营西菜原料，包括有牛羊肉批发和门市零售各种自制火腿与培根以及生熟牛羊肉，并设立西菜餐厅，供应德式大菜，兼营法式、意大利式、欧美式、日式西菜。早年的招牌菜为汉堡牛排，取牛肉里脊斩成肉糜，加鸡蛋等辅料制成肉饼煎烹，色泽深红，肉质肥嫩。其他特色菜肴还有肺利牛排、铁排鸡、铁排明虾、茄汁牛尾、亨利猪排等。1918年第一次世界大战德国失败，德商急于回国，变现资产，由中国商人陈安生接手德大，餐厅继续服务于附近的外国侨民、机关人员、银行职员、记者等各界人士，企业颇有声誉，生意日隆。1946年7月，德大饭店随着经营业务的迅速发展迁址至现在的四川中路359号（南京东路口），生意依旧兴旺。1949年5月27日共产党接管上海后，大量西餐馆陆陆续续关门，可德大依旧保持着良好的发展势头。在1949－1953年这5年间，德大在当时上海发行量最大的报纸《新民晚报》上累计投放了43期广告，使得餐厅在上海媒体上保持了很高的活跃度。但此后，随着中国共产党的历次运动及文化大革命的展开而被迫歇业。

### 现在情况
1973年，随着国际国内形势发展和变化，德大于同年2月5日恢复供应西菜，扩大了经营场地，并将德大饭店正式改名为「德大西菜社」，英语名也改为汉语拼音的「DeDa」。1990年代，西菜社因市政动迁迁至南京西路473号，2009年初，德大又在云南南路2号开设德大咖啡餐厅。近年来德大也进行了创新，形成了新一代的海派西餐文化。铁排鸡、柠檬白脱蛋煎桂鱼、匈牙利鸡腿、烟熏鲳鱼、汉堡牛排、德大猪排都已成为现代德大的传统名菜。西点纯白脱牛油蛋糕、三道台曾被中国商业部授予优质产品「金鼎奖」。

## 图片册

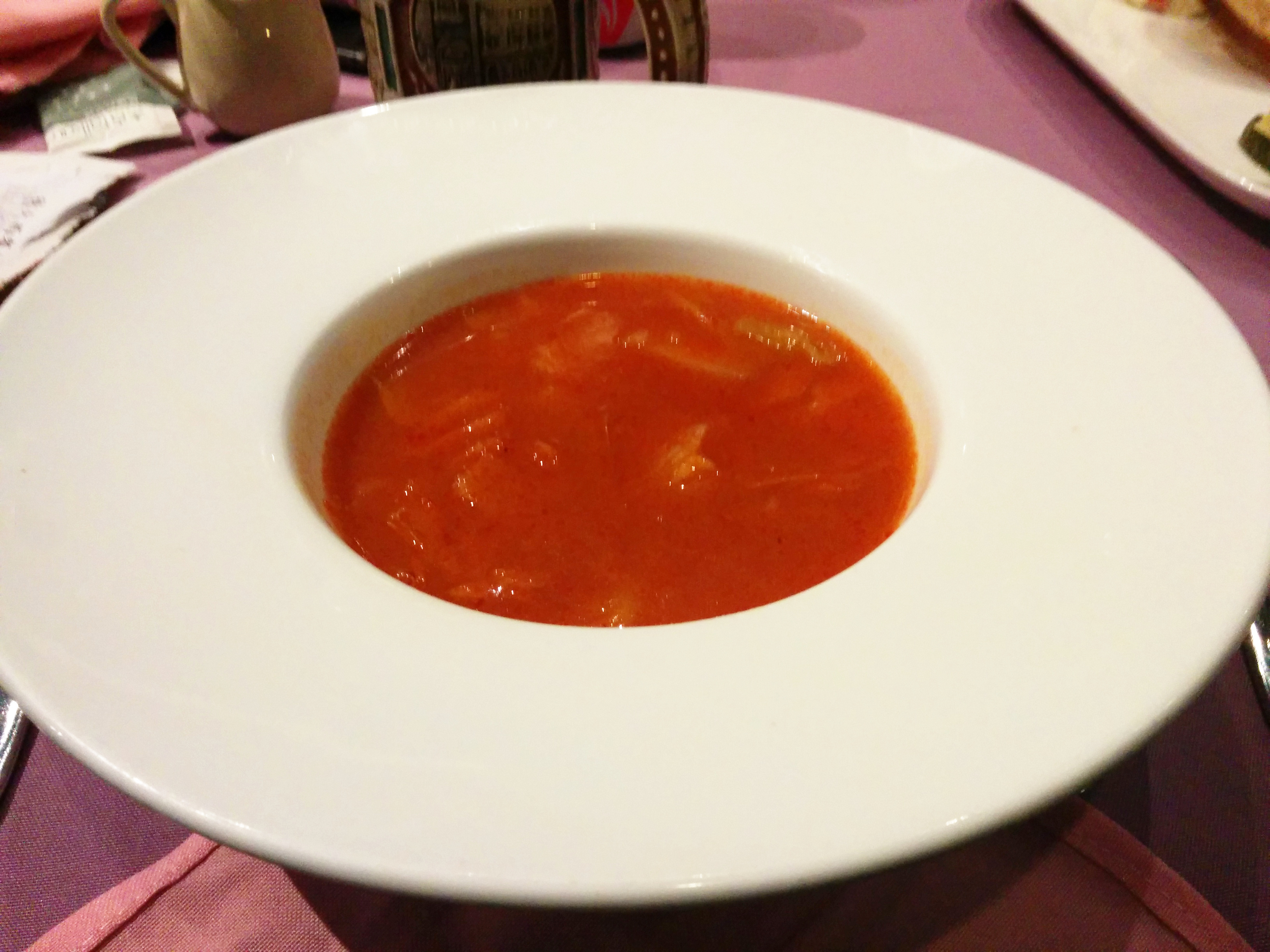
德大罗宋汤
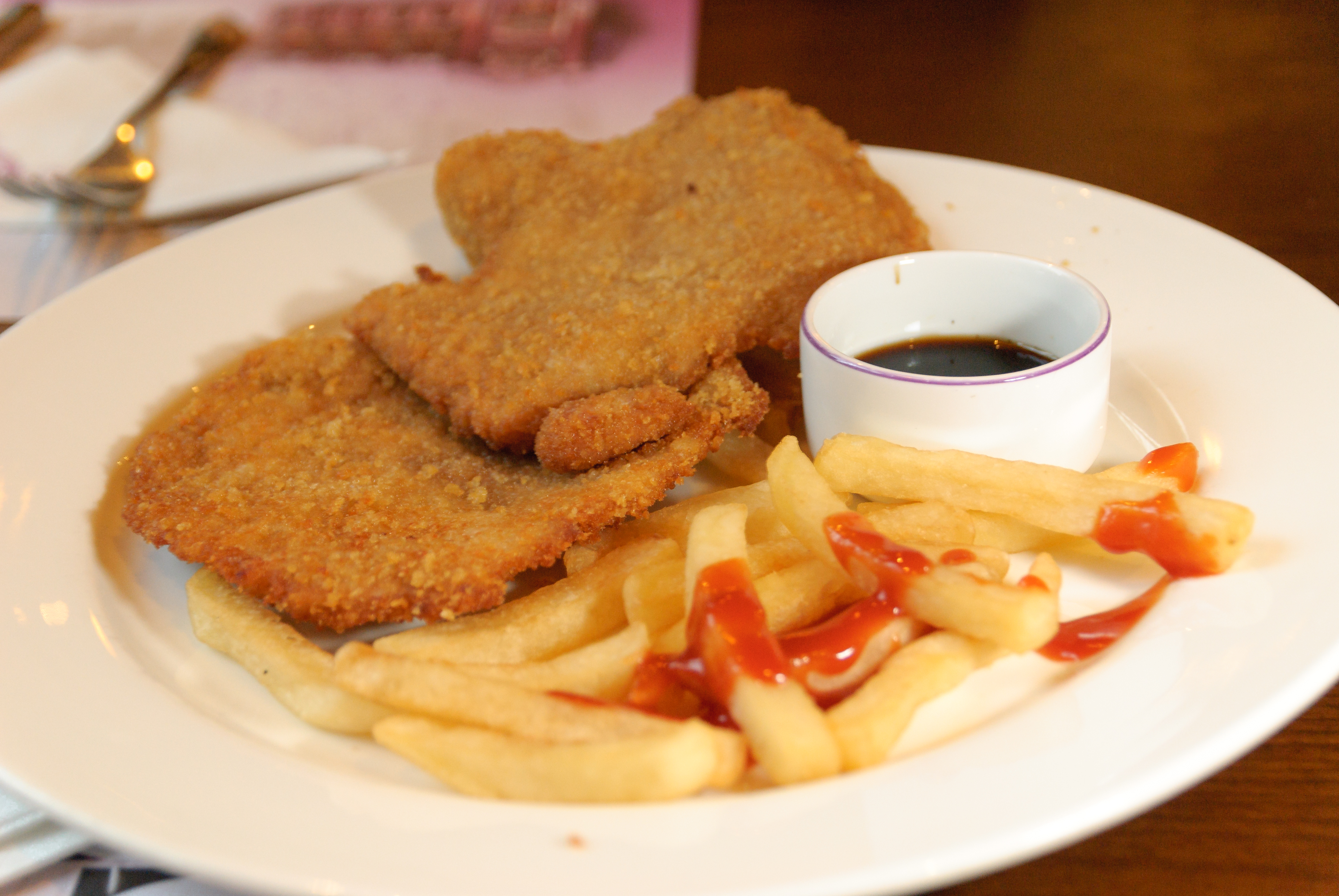
德大猪排(上海炸猪排)